# Hero Diedrich Hillerns

Hero Diedrich Hillerns (1876?)

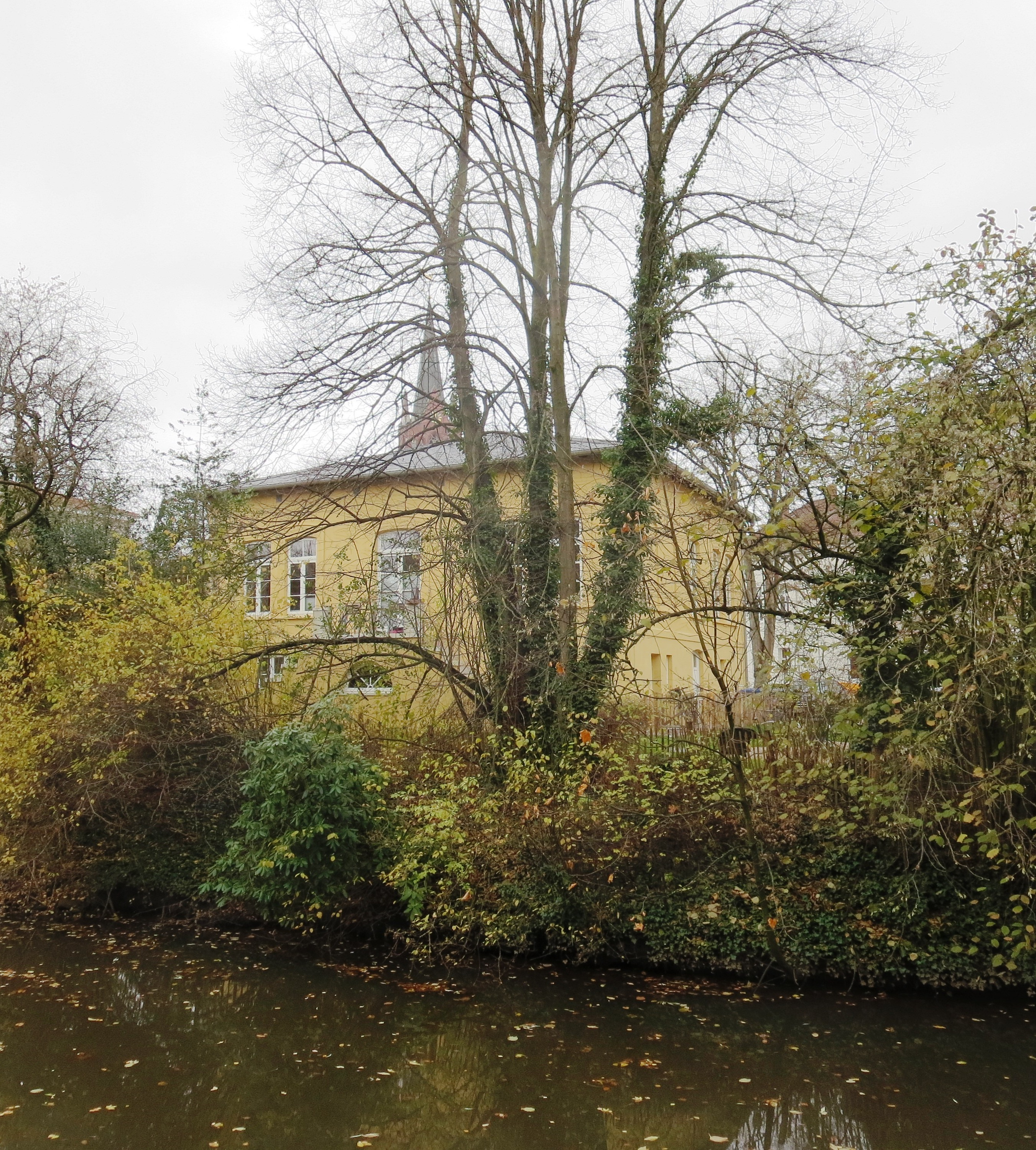
Wohnhaus Hillerns an der Haaren

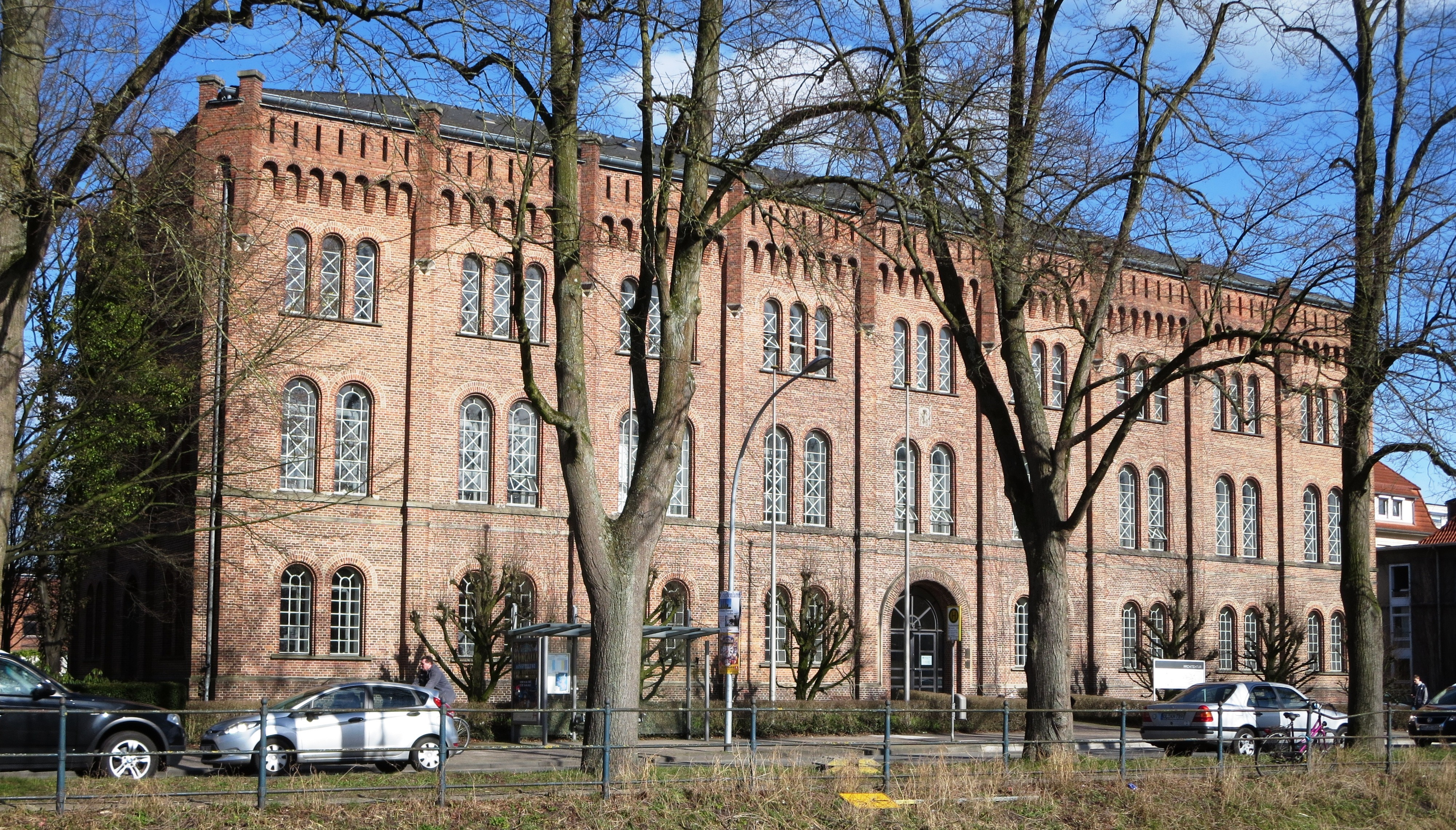
Ehemaliges Zeughaus für die Artillerie-Kaserne in der Ofener Straße 15 / Ecke Auguststraße

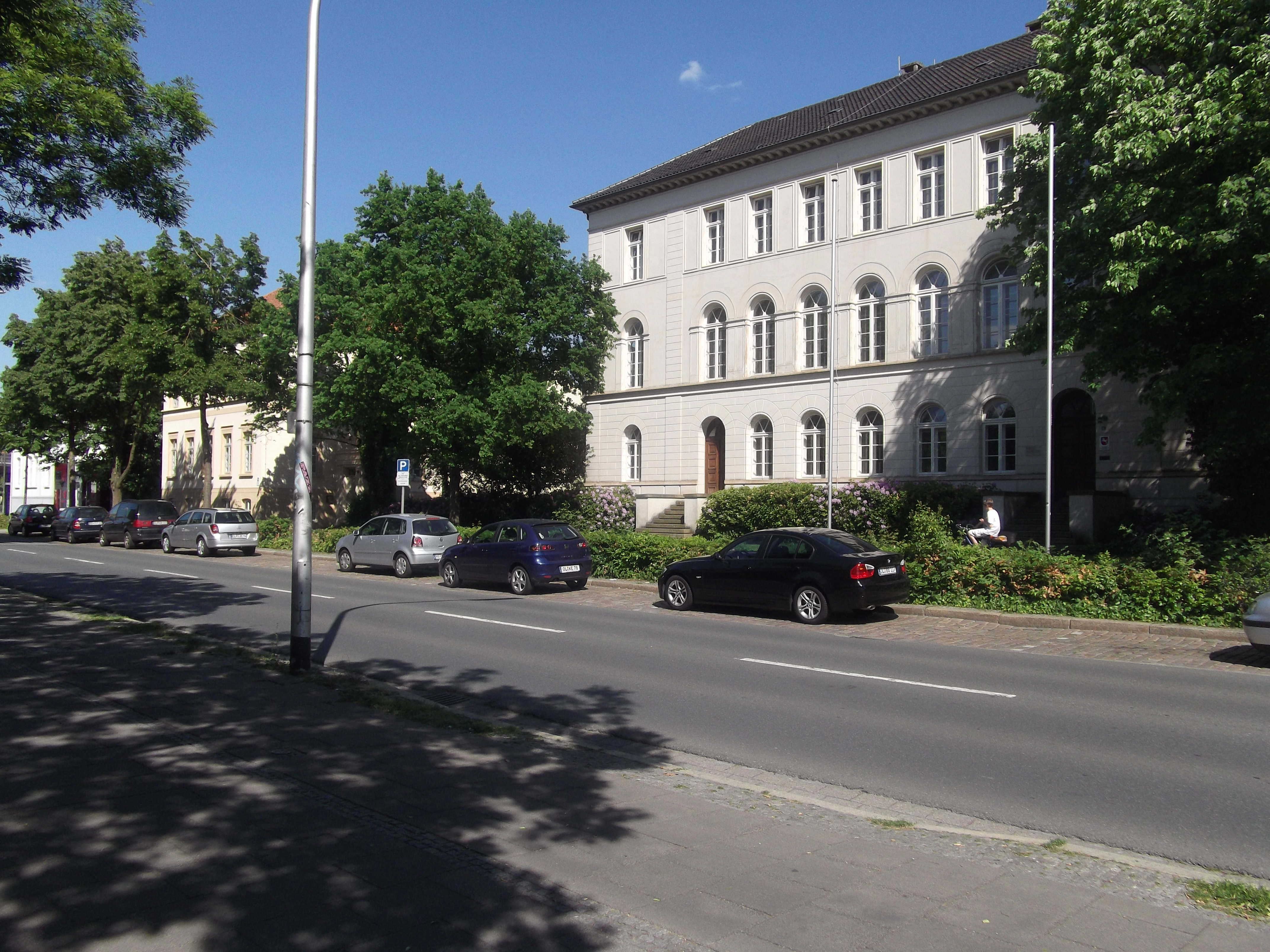
Ehemaliges Lehrerseminar in der Peterstraße 42

Hero Diedrich Hillerns (* 1. Oktober 1807 in Tettens; † 28. März 1885 in Oldenburg) war ein deutscher Architekt und Oberbaurat im Großherzogtum Oldenburg.

## Leben
Hero Diedrich Hillerns kam im Kirchspiel Tettens zur Welt. Seine Eltern waren der Kaufmann und Grundbesitzer Hillern Heeren Hillerns und Magdalena Sophia geb. Drost.
Hillerns besuchte von 1816 bis 1823 das Mariengymnasium in Jever und absolvierte anschließend eine vierjährige kaufmännische Lehre in Bremen. Nach einer dreimonatigen Deutschlandreise entschloss er sich, Architekt zu werden, und begann 1828 eine praktische Ausbildung bei dem Stadtbaumeister August Heinrich Andreae in Hannover. Ab 1831 besuchte er die gerade in Hannover gegründete Höhere Gewerbeschule (später Polytechnische Schule bzw. Teil der Universität Hannover) und war seit 1832 auch Mitglied des Kunstvereins. 1833 verließ er Hannover und lernte während einer weiteren längeren Deutschlandreise die Architekten Müller, Hübsch und Eisenlohr kennen. Anschließend wurde er in München in die Bauschule der Akademie der Bildenden Künste aufgenommen. Daneben studierte er bis 1834 Naturwissenschaften an der Universität, war Mitglied des Architekten- und Ingenieurvereins und nahm in diesem Kreis an sogenannten „Concurrenzprojekten“ teil.
Im September 1834 ging er zu Studienzwecken nach Italien, wo er sich drei Jahre aufhielt und in Rom rasch Anschluss an die deutsche Künstlerkolonie fand. Er lernte hier u. a. die Maler Bromeis, Fried und Vernet sowie den Kunsthistoriker Schulz kennen. Im Juli 1837 kehrte er nach Deutschland zurück und ging nach Berlin, um sich als Schüler der neuerrichteten Bauakademie endgültig auf das Examen und den Eintritt in das Berufsleben vorzubereiten. 1838 meldete er sich in Oldenburg zur Prüfung für die Aufnahme in den Staatsdienst, nach der er zunächst eine einjährige Aushilfsarbeit unter der Leitung des Architekten Strack absolvierte. Er gehörte zu den ersten Mitgliedern des 1839 von Gerhard Anton von Halem gegründeten Literarisch-geselligen Vereins und des aus diesem Kreis hervorgegangenen Kunstvereins (1843), in dem er zahlreiche Vorträge hielt.
Im Februar 1840 wurde Hillerns als Baukondukteur II. Classe angestellt und unternahm im Rahmen der Bibliotheksneuplanung eine Reise zu den wichtigsten deutschen Bibliotheken, in deren Verlauf er auch den Architekten Karl Friedrich Schinkel aufsuchte. Nach mehreren Änderungen wurde 1842 sein Entwurf für die Bibliothek genehmigt und die Ausführung seines Neubaus am Damm (1842–1846) wurde Hillerns unter Aufsicht Stracks übertragen. Gleichzeitig begann er auch mit den Planungen für den Bau des Neuen Seminars an der oldenburgischen Peterstraße, das 1844/45 errichtet wurde. Die Fertigstellung dieser beider Projekte verschaffte ihm eine angesehene Stellung in Oldenburg, dennoch blieben in den folgenden Jahren größere Aufträge aus. Hillerns empfand diese Situation als sehr unbefriedigend und musste sich mit kleineren Planungen und Bauerhaltungsaufgaben zufriedengeben. Er nutzte die Zeit für weitere Reisen durch Deutschland, um die Bauten anderer Architekten zu studieren. Am 14. Mai 1855 wurde er zum oldenburgischen Bauinspektor ernannt und mit dem Bau der Irrenheilanstalt zu Wehnen (Bau 1854–1858), des Postgebäudes (1854–1856), des Landgerichts (1857–1859), des Zeughauses (1862–1867, heute von der Jade Hochschule und dem Niedersächsischen Landesamt für Denkmalpflege genutzt) sowie verschiedener kleinerer Bauten beauftragt. Hillerns war inzwischen ein anerkannter Architekt, der am 5. März 1866 zum Baurat befördert wurde. Zuletzt beschäftigte sich daneben mit Planungen für eine systematische Anlage des Gerichts- und Theaterviertels. Am 1. Mai 1878 wurde er mit dem Titel Oberbaurat in den Ruhestand versetzt.

## Stil
Kennzeichnend wurden für Hillerns der Backsteinbau und der Rundbogenstil aus dem Einfluss des Hannoveraners Andreae und der badischen Bauten von Hübsch und Eisenlohr, während in seinen frühesten Entwürfen noch der Eindruck des mit Friedrich von Gärtner verbundenen Spätklassizismus in München erkennbar ist. Diesen Themen widmete sich Hillerns auch in einer theoretischen Abhandlung. Mit der Einführung des Rundbogenstils und der Abkehr vom nordischen Klassizismus prägte Hillerns einen wesentlichen Zeitabschnitt der architektonischen Entwicklung der Stadt Oldenburg, der durch dessen Ausklang mit dem Peter Friedrich Ludwigs Hospital von Strack (1838) und durch den Beginn der Neugotik mit dem Bahnhofsgebäude von Hase (1878) begrenzt wurde.

## Familie
Im Jahre 1847 heiratete Hero Diedrich Hillerns Ida geb. Driver aus Vechta. In der Familie, die seit 1853 im eigenen Haus in der Oldenburger Georgstraße 2 wohnte, wuchsen sechs Kinder heran.

## Werke (Auszug)
Hillerns hat in Oldenburg und Umgebung zahlreiche Bauvorhaben geplant und ausgeführt. Spuren seines Wirkens finden sich in Wehnen in der Karl-Jaspers-Klinik, in Oldenburg am Johann-Justus-Weg und Artillerieweg (Arsenalbauten), in der Wallstraße 17 (ehemalige Stadtknabenschule) und in der Georgstraße 1 (Turnhalle), in der Elisabethstraße 1 (Augusteum), in der Peterstraße 42–44 (ehemaliges Lehrerseminar), in der Elisabethstraße 7 (Landgericht), am Damm 44 (Landesmuseum für Natur und Mensch,  ehemalige Bibliothek), am Damm 46 (ehemalige Kastellanei), in der Auguststraße 5, Zeughausstraße 1 und Ofener Straße 15 (Zeughausbauten). In Jever (Mühlenstraße 14) hat Hillerns das Post- und Zollamtsgebäude, in Vechta die Strafanstalt gestaltet.

## Ehrung
Nach Hillerns ist im Oldenburger Stadtteil Bümmerstede die Hero-Diedrich-Hillerns-Straße benannt.